# Charles Louis Malric
Charles Louis Malric né le 19 août 1872 à Bordeaux et mort dans la même ville le 21 janvier 1942 est un sculpteur français.

## Biographie
Charles Louis Malric est l'élève de Laurent Marqueste (1848-1920), Alexandre Falguière (1831-1900) et Antonin Mercié (1845-1916) à l'École des beaux-arts de Paris. Il devient professeur à l'École des beaux-arts de Bordeaux.

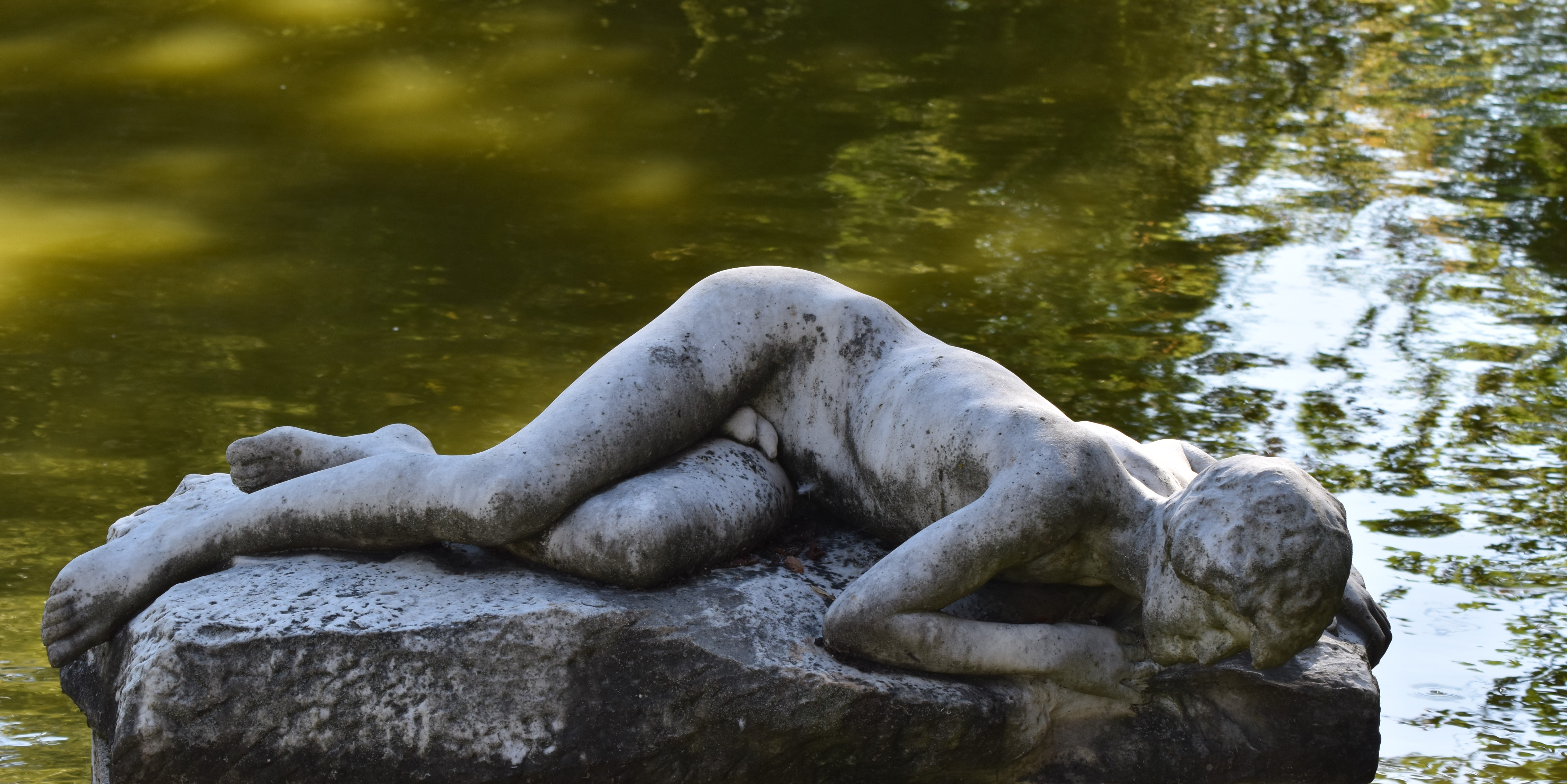
Narcisse (1904), Choisy-le-Roi, parc de la Mairie

## Œuvres dans les collections publiques
- Bordeaux :
  - cathédrale Saint-André : 
    - Tombeau du Cardinal Pierre Paulin Andrieu.
    - Vierge à l'Enfant, 1937.

  - cimetière de la Chartreuse : Arthur Plane (1866-1930), portrait en médaillon en bronze.
  - jardin public de Bordeaux :
    - Monument à Léon Valade, 1906, buste en bronze, envoyé à la fonte sous le régime de Vichy[1] ;
    - Monument à Carle Vernet, 1922, statue en bronze, envoyée à la fonte sous le régime de Vichy[2].

  - musée des beaux-arts :
    - La Sculpture et La Peinture, médaillons en pierre ornant la façade de la Galerie des Beaux-Arts ;
    - Bacchus enfant, plâtre[3] ;
    - Enfant à la grappe, œuvre détruite[4] ;
    - Enfant au ballon, statuette en plâtre[5] ;
    - Le Génie de l'aviation, statuette en plâtre[6] ;
    - Ma Grand-mère, 1898, buste en marbre[7] ;
    - Maquette de la statue de Carle Vernet, statuette en terre cuite[8] ;
    - Petit Faune musicien, statuette en plâtre[9] ;
    - Portrait de Léon Valade, 1906, statuette en plâtre[10].
- Paris :
  - Petit Palais : Narcisse, 1904, marbre.
  - square de la place Pasdeloup : Fontaine Dejean, 1906 (Jean Camille Formigé, architecte).
- Villenave-d'Ornon, Monument aux morts, 1924.

## Envois auSalon des artistes français
- 1897 : mention honorable.
- 1902 : médaille de 3e classe.
- 1904 : Narcisse, marbre, médaille de 2e classe.

## Élèves
- Jean Fréour (1919-2010), en 1936.
- Joseph Rivière (1912-1961), de 1930 à 1933.